# Dorcatoma ambjoerni
Dorcatoma ambjoerni är en skalbaggsart som beskrevs av Baranowski 1985. Dorcatoma ambjoerni ingår i släktet Dorcatoma, och familjen trägnagare. Enligt den svenska rödlistan är arten starkt hotad i Sverige. Arten förekommer i Götaland. Artens livsmiljö är skogslandskap, jordbrukslandskap, stadsmiljö.